# Покровско-Богачанский сельский совет (Хорольский район)
Покровско-Богачанский сельский совет (укр. Покровсько-Багачанська сільська рада) — входит в состав
Хорольского района
Полтавской области
Украины.
Административный центр сельского совета находится в 
с. Покровская Богачка.

## Населённые пункты совета
- с. Покровская Богачка
- с. Настасовка